# Ranunculus subscaposus
Ranunculus subscaposus är en ranunkelväxtart som beskrevs av Joseph Dalton Hooker. Ranunculus subscaposus ingår i släktet ranunkler, och familjen ranunkelväxter. Inga underarter finns listade i Catalogue of Life.